# Уляницький Брієг
45°31′ пн. ш. 17°02′ сх. д. / 45.52° пн. ш. 17.04° сх. д.
Уляницький Брієг (хорв. Uljanički Brijeg) — населений пункт у Хорватії, в Б'єловарсько-Білогорській жупанії у складі міста Гарешниця.

## Населення
Населення за даними перепису 2011 року становило 26 осіб.
Динаміка чисельності населення поселення: